# پارک تاریخی ملی میسیون‌های سن آنتونیو
پارک تاریخی ملی میسیون‌های سن آنتونیو (به انگلیسی: San Antonio Missions National Historical Park) پارکی تاریخی در ایالت تگزاس در ایالات متحده آمریکا است.
این پارک حاوی مکان های تاریخی زیر است که همگی در شهر سن آنتونیو قرار دارند:
- میسیون کنسپسیون
- میسیون سن خوزه
- میسیون سن خوان
- میسیون اسپادا
- رنچو د لاس کابراس

کهن‌ترین این بناها متعلق به سال ۱۶۹۰ است، و تماماً متعلق به کلیسای مذهب کاتولیک است.